# Annona dolabripetala
Annona dolabripetala é uma árvore endêmica do Brasil, conhecida pelos nomes populares: ata, biribá do mato, pinha de bode e pinha do mato.

## Distribuição geográfica
Tem ocorrência confirmada nas regiões: Nordeste na Bahia; Sudeste exceto em Espirito Santo; e Sul no Paraná; no bioma Mata Atlântica em vegetações do tipo Caatinga e Matas dos Gerais na Bahia, Floresta Estacional Semidecidual, Floresta Ombrófila.

## Sinônimos
A. neolaurifolia H.Rainer tem como sinônimo: basiônimo: Rollinia laurifolia Schltdl.;
heterotípico: R. laurifolia var. divergens R.E.Fr., R. laurifolia var. longipes R.E.Fr., R. laurifolia var. reflexa R.E.Fr.; homotípico: Rollinia laurifolia var. erecta R.E.Fr. e é sinônimo de  A. dolabripetala Raddi que é o nome aceito/correto.. Entretanto há literatura que coloca R. dolabripetala como nome aceito.